# Henri Louis Ernest di Ligne
Henri Louis Ernest di Ligne (2 febbraio 1644 – 8 febbraio 1702) è stato un nobile spagnolo d'origine belga.

## Biografia
Era il figlio di Claude Lamoral I di Ligne, e di sua moglie, Clara Maria di Nassau-Siegen, figlia di Giovanni VIII di Nassau-Siegen. 

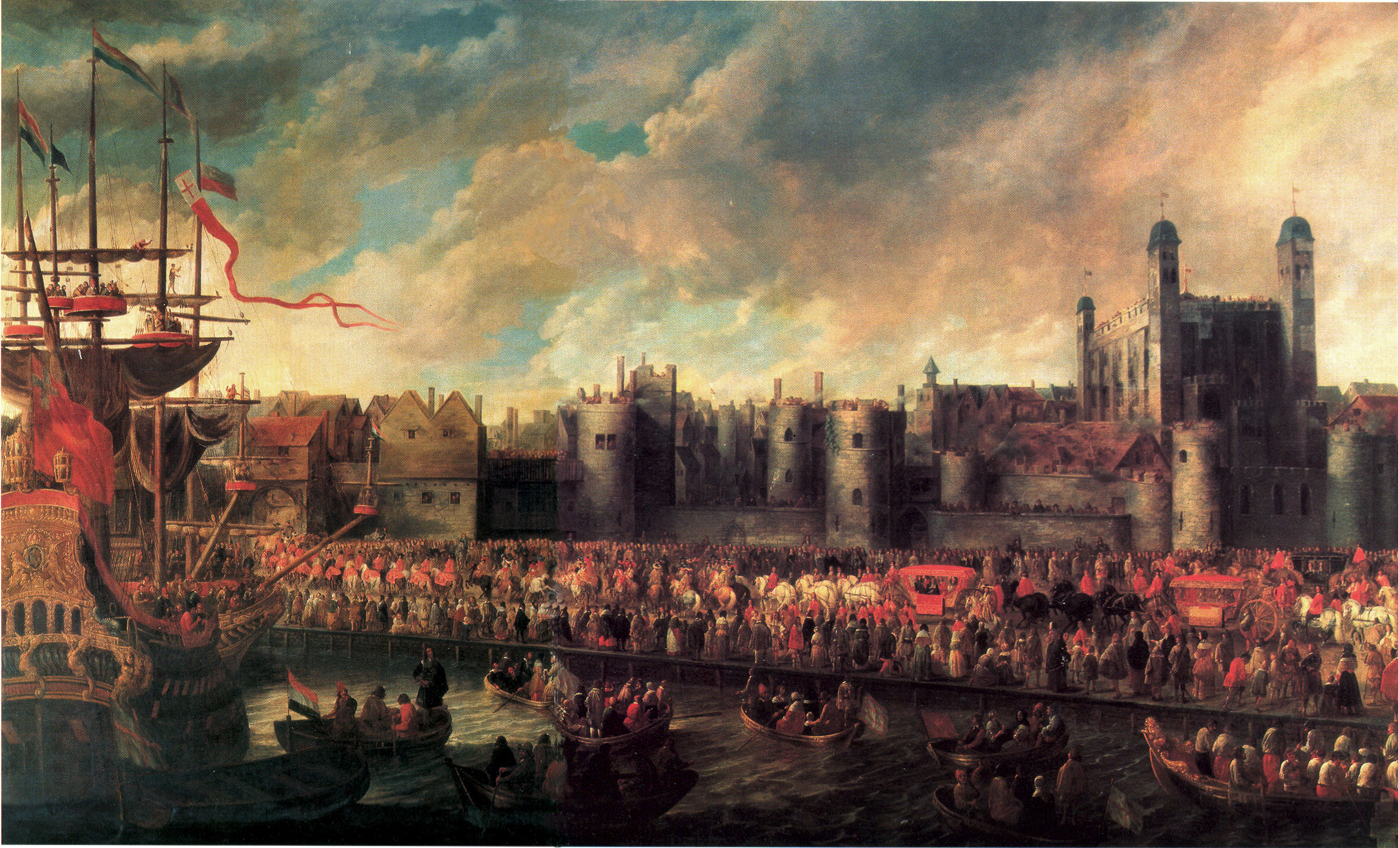
Dipinto di François Duchatel che commemora l'entrata dei Ligne in Londra nel 1660

Nel 1660 accompagnò il padre alla corte di Carlo II d'Inghilterra. Il 28 gennaio 1685 è stato nominato capitano generale e Governatore del Limburgo, succedendo allo zio Giovanni Francesco Desiderato di Nassau-Siegen.

## Matrimonio e figli
Nel 1677 sposò a Madrid Doña Juana Monica Folch de Cardona de Aragon y Benavides (4 maggio 1663-18 gennaio 1691), figlia di Luis Ramón Folch de Cardona de Aragon. Ebbero sette figli:
- Marie Anne Antoinette (1680-1720) sposò Filippo Emanuele, principe di Hornes;
- Antoine Joseph, 5º principe di Ligne (1682-1707);
- Claude Lamoral, 6º principe di Ligne (1685-1766);
- Ferdinand (1686-1757);
- Hubert (1688-1695);
- Ernest Henri Philippe (1688-1710);
- Gaspar Melchior Baldassarre (1691-1702).

## Morte
Morì l'8 febbraio 1702. Secondo i ricordi di suo nipote, Charles Joseph de Ligne, sarebbe morto, mentre era a caccia, mentre era in attesa di un cinghiale.

## Ascendenza
|                                          |                                      |                                            | Genitori                                    |  |  | Nonni |  |  | Bisnonni                       |  |  | Trisnonni                   |  |
|                                          |                                      |                                            |                                             |  |  |       |  |  | Lamoral I, I principe di Ligne |  |  | Philippe, II conte di Ligne |  |
|                                          |                                      |                                            |                                             |  |  |       |  |  | Lamoral I, I principe di Ligne |  |  | Philippe, II conte di Ligne |  |
|                                          |                                      | Marguerite de Lalaing                      |                                             |  |  |       |  |  | Lamoral I, I principe di Ligne |  |  |                             |  |
| Florent, II principe di Ligne            |                                      |                                            |                                             |  |  |       |  |  | Lamoral I, I principe di Ligne |  |  |                             |  |
|                                          |                                      | Anne-Marie de Melun                        | Hugues de Melun, I principe d'Epinoy        |  |  |       |  |  |                                |  |  |                             |  |
|                                          |                                      | Anne-Marie de Melun                        | Hugues de Melun, I principe d'Epinoy        |  |  |       |  |  |                                |  |  |                             |  |
|                                          |                                      | Anne-Marie de Melun                        | Yolande de Barbançon                        |  |  |       |  |  |                                |  |  |                             |  |
| Claude Lamoral I, III principe di Ligne  |                                      | Anne-Marie de Melun                        |                                             |  |  |       |  |  |                                |  |  |                             |  |
|                                          |                                      | Henri de Lorraine, I conte di Chaligny     | Nicolas de Lorraine, I duca di Mercœur      |  |  |       |  |  |                                |  |  |                             |  |
|                                          |                                      | Henri de Lorraine, I conte di Chaligny     | Nicolas de Lorraine, I duca di Mercœur      |  |  |       |  |  |                                |  |  |                             |  |
|                                          |                                      | Henri de Lorraine, I conte di Chaligny     | Catherine d'Aumale                          |  |  |       |  |  |                                |  |  |                             |  |
| Louise de Lorraine-Chaligny              |                                      | Henri de Lorraine, I conte di Chaligny     |                                             |  |  |       |  |  |                                |  |  |                             |  |
|                                          |                                      | Claude de Moÿ                              | Charles, I marchese di Moÿ                  |  |  |       |  |  |                                |  |  |                             |  |
|                                          |                                      | Claude de Moÿ                              | Charles, I marchese di Moÿ                  |  |  |       |  |  |                                |  |  |                             |  |
|                                          |                                      | Claude de Moÿ                              | Catherine de Suzanne, II contessa di Cerny  |  |  |       |  |  |                                |  |  |                             |  |
| Henri Louis Ernest, IV principe di Ligne |                                      | Claude de Moÿ                              |                                             |  |  |       |  |  |                                |  |  |                             |  |
|                                          | Johann VII, I conte di Nassau-Siegen | Johann VII, XIV conte di Nassau-Dillenburg |                                             |  |  |       |  |  |                                |  |  |                             |  |
|                                          | Johann VII, I conte di Nassau-Siegen | Johann VII, XIV conte di Nassau-Dillenburg |                                             |  |  |       |  |  |                                |  |  |                             |  |
|                                          | Johann VII, I conte di Nassau-Siegen | Elisabeth von Leuchtenberg                 |                                             |  |  |       |  |  |                                |  |  |                             |  |
| Johann VIII, II conte di Nassau-Siegen   | Johann VII, I conte di Nassau-Siegen |                                            |                                             |  |  |       |  |  |                                |  |  |                             |  |
|                                          |                                      | Juliana zu Stolberg-Wernigerode            | Botho VIII, conte di Stolberg-Wernigerode   |  |  |       |  |  |                                |  |  |                             |  |
|                                          |                                      | Juliana zu Stolberg-Wernigerode            | Botho VIII, conte di Stolberg-Wernigerode   |  |  |       |  |  |                                |  |  |                             |  |
|                                          |                                      | Juliana zu Stolberg-Wernigerode            | Anna von Eppstein-Königstein                |  |  |       |  |  |                                |  |  |                             |  |
| Clara Maria zu Nassau-Siegen             |                                      | Juliana zu Stolberg-Wernigerode            |                                             |  |  |       |  |  |                                |  |  |                             |  |
|                                          |                                      | Philipp IV, II conte di Waldeck-Wildungen  | Heinrich VIII, I conte di Waldeck-Wildungen |  |  |       |  |  |                                |  |  |                             |  |
|                                          |                                      | Philipp IV, II conte di Waldeck-Wildungen  | Heinrich VIII, I conte di Waldeck-Wildungen |  |  |       |  |  |                                |  |  |                             |  |
|                                          |                                      | Philipp IV, II conte di Waldeck-Wildungen  | Anastasia von Runkel                        |  |  |       |  |  |                                |  |  |                             |  |
| Magdalene von Waldeck-Wildungen          |                                      | Philipp IV, II conte di Waldeck-Wildungen  |                                             |  |  |       |  |  |                                |  |  |                             |  |
|                                          |                                      | Jutta von Isenburg-Neumagen                | Salentin VII, I conte di Isenburg-Neumagen  |  |  |       |  |  |                                |  |  |                             |  |
|                                          |                                      | Jutta von Isenburg-Neumagen                | Salentin VII, I conte di Isenburg-Neumagen  |  |  |       |  |  |                                |  |  |                             |  |
|                                          |                                      | Jutta von Isenburg-Neumagen                | Elisabeth von Hunolstein                    |  |  |       |  |  |                                |  |  |                             |  |
|                                          |                                      | Jutta von Isenburg-Neumagen                |                                             |  |  |       |  |  |                                |  |  |                             |  |